# Кесшур (Юкаменський район)
Кесшу́р (рос. Кесшур) — присілок у складі Юкаменського району Удмуртії, Росія.
Населення — 48 осіб (2010; 74 в 2002).
Національний склад (2002):
- татари — 72 %